# Michel Pavlovich Evdokimov
Michel Pavlovich Evdokimov (ruso: Михаил Павлович Евдокимов; Menton, 19 de septiembre de 1930 - Sainte-Geneviéve-des-Bois, 1 de julio de 2025) fue un teólogo y sacerdote francés de la Iglesia Ortodoxa Rusa.

## Biografía
Nacido en Menton el 19 de septiembre de 1930, Evdokimov fue hijo de Paul Evdokimov y Nathalie Brunel. Obtuvo la agrégation en inglés y enseñó en la École alsacienne antes de doctorarse en 1979. Posteriormente fue profesor de literatura comparada en la Universidad de Poitiers y se especializó en literatura francesa, inglesa y rusa, en particular en la obra de Fiódor Dostoyevski.
También impartió clases en el Collège des Bernardins y fue presidente del Comité de Relaciones Intereclesiásticas de la Asamblea de Obispos Ortodoxos Canónicos de Francia. Participó activamente en el ecumenismo junto a su padre, con quien fundó una iglesia ortodoxa en Châtenay-Malabry. También fue director del coro en la Parroquia de la Santísima Trinidad antes de ser ordenado sacerdote.
Evdokimov falleció en Sainte-Geneviève-des-Bois el 1 de julio de 2025 a los 94 años.

## Ensayos
- Lumières d'Orient (1981)
- Pèlerins russes et vagabonds mystiques (1987)
- L’Orthodoxie (1990)
- Le Christ dans la tradition et la littérature russes (1996)
- Une voix chez les orthodoxes (1996)
- Les Chrétiens orthodoxes (2000)
- Ouvrir son cœur - Un chemin spirituel (2004)
- Petite vie du père Men (2005)
- La Prière des chrétiens de Russie (2007)
- Prier 15 jours avec Saint Séraphim de Sarov (2008)
- Prier 15 jours avec Alexandre Men (2010)
- Huit saints pour notre temps (2012)
- Deux martyrs dans un monde sans Dieu - Dietrich Bonhoeffer et Alexandre Men (2015)